# Contes de la Montagne sereine

Contes de la Montagne sereine ou Qingpingshantang huaben (chinois simplifié : 清平山堂话本 ; chinois traditionnel : 清平山堂話本 ; pinyin : qīngpíngshāntáng huàběn) est une anthologie de contes chinois (ou huaben), édité vers 1550 par le lettré bibliophile Hong Pian (洪楩, hóng pián), à partir de contes populaires dont il rédigea une version romancée. Il s'agit de la plus ancienne collection connue des contes en langue vulgaire appelés huaben, qui connurent une vogue sous les Ming.
Le travail original de Hong Pian comprenait une soixantaine de contes, dont une partie est perdue, car il fut oublié durant les siècles suivant. L'anthologie actuelle est en fait issue du travail d'édition de Tan Zhengbi à partir de trouvailles de parties de la compilation originale dans les années 1920 et 1930. C'est ce spécialiste qui donna à l’œuvre son nom actuel.
Les récits compilés dataient pour les plus anciens de l'époque des Song, d'autres de l'époque des Yuan, les plus récents remontant au début du XVIe siècle. Ils comprennent tous le répertoire habituel des contes populaires chinois de l'époque : récits fantastiques, histoires d'amour, récits historiques romancés, thématiques religieuses, etc. Ils offrent un aperçu de l'état de cette littérature avant les grandes réalisations romanesques de l'ère Ming, comme Au bord de l'eau, qui puisèrent allègrement leur inspiration dans cet ensemble de récits en langue vernaculaire.